# DR-WebSpyder
DR-WebSpyderとは、デジタルリサーチが開発したDR-DOS向けウェブブラウザである。

## 特徴
DR-DOS用であるが、文字のみにとどまらず画像などの表示も可能。ダイヤラーやTCP/IPスタック等ひととおり装備しており、PPP接続できる。また、NetWare用ドライバに付属するODIドライバがあればLANの利用も可能。試用版は現在も無料で入手可能である。
ただし、日本語には対応していない。